# Namndispyten om Indien
Dispyten om Indiens namn 1947 gällde om att använda namnet Indien under och efter uppdelningen av Brittiska Indien. Tvisten inbegrep många viktiga personer, Bland annat Lord Mountbatten, den siste vicekungen av Brittiska Indien, och Muhammad Ali Jinnah, ledaren för partiet Muslimska förbundet och en av grundarna av Pakistan.
År 1947 skulle Brittiska Indien delas i två nya nationalstater – Indien och Pakistan. Jinnah var till att börja med övertygad om att Hindustan inte skulle gå med på att använda namnet Indien, eftersom det saknade inhemsk härstamning. Etymologiskt och historiskt betydde Indien Indusdalen i moderna Pakistan. Han var också emot användningen av namnet Indien för det nya landet, Republiken Indien, eftersom det skulle orsaka förvirring om andra delar av historien. Oenigheten hade betydande konsekvenser för nationell identitet och internationellt erkännande.